# Amelia Rueda
Amelia Rueda (née à Buenos Aires le 3 octobre 1951) est une journaliste costaricienne avec une large trajectoire dans les milieux de presse télévisés et radiophoniques du Costa Rica. 

## Biographie
Amelia Rueda commencça sa carrière en journalisme en 1974, profession qu'elle continue d'exercer après plus de 40 ans.  Elle a travaillé dans plusieurs chaînes et programmes de télévision :
- le journal de Telenoticias de la Chaîne 7
- le journal de la Chaîne 2, d'abord en Contacto Directo et après dans le Journal du Noticiero Univisión
- dans la Chaîne 6 avec Esta Mañana et Aló que tal?

Actuellement, elle est directrice d'informations de l'entreprise Central de Radios et anime le programme Nuestra Voz (Notre Voix) qui se transmet  simultanément en radio et télévision de 7 à 9 heures du matin, du lundi au vendredi. Elle  possède aussi un site d'informations en continu. En 2008, elle utilisa les réseaux sociaux pour diffuser des nouvelles ce qui fut innovateur et un aspect pionnier du journalisme. 
Le palmarès pour son travail inclut diverses reconnaissances de la part du Collège des journalistes du Costa Rica, ainsi que d'autres prix tels que :
- le Prix Ángela Acuña Braun par les sujets traités sur les problématiques des femmes,
- le Prix du Journalisme en Santé,
- le Prix UNICEF de la Communication,
- le Prix à la meilleure directrice et scénariste de programme d'opinion par Nuestra Voz sur Radio Monumental
- le Microphone d'Or par part de la Fédération d'Associations de Radio et Télévision d'Espagne (2003).

Elle a récemment participé dans les investigations réalisées sur les Panama Papers en collaboration avec l'hebdomadaire Semanario Universidad de l'Université du Costa Rica,.